# Muhoza
Muhoza (Kinyarwanda Umurenge wa Muhoza) ist einer von 15 Sektoren im Distrikt Musanze in der Nordprovinz von Ruanda und Verwaltungssitz des Distrikts.

## Geographie
Muhoza hat eine Fläche von 21,2 km² und liegt auf einer Höhe von etwa 1900 m. Der Sektor bildet einen Teil des Stadtgebiets von Ruhengeri. Er unterteilt sich in die vier Zellen Cyabararika, Kigombe, Mpenge und Ruhengeri. Nachbarsektoren sind im Norden Cyuve, im Osten Gacaca, im Südosten Rwaza, im Südwesten Muko, im Westen Kimonyi und im Nordwesten Musanze.

## Bevölkerung
Nach der Volkszählung von 2022 betrug die Einwohnerzahl 69.741 Einwohner. Zehn Jahre zuvor waren es 51.878, was einem jährlichen Bevölkerungszuwachs von 3,0 Prozent zwischen 2012 und 2022 entspricht.

## Kultur und Sehenswürdigkeiten
Sehenswürdigkeiten im Sektor sind beispielsweise die Kathedrale Notre Dame de Fatima und die Isaac-Wasserfälle.
Eine Sportstätte ist das Stade Ubworoherane des Fußballvereins Musanze FC mit einer Kapazität für 4000 Personen.

## Gesundheits- und Justizwesen
Zentral in Muhoza befindet sich zudem das Ruhengeri-Krankenhaus, das noch zur belgischen Kolonialzeit im Jahr 1939 erbaut wurde. Aufgrund der durch den Bevölkerungswachstum nicht mehr ausreichenden Kapazität ist ein Ausbau im Rahmen eines 2023 mit der Agence Française de Développement (AFD, staatliche französische Entwicklungshilfeagentur) unterzeichneten 91 Millionen Euro umfassenden Infrastrukturprojekts geplant. Dadurch soll die Bettenzahl von 320 auf 550 steigen.
Im Sektor befindet sich die Musanze Correctional Facility. Die Strafvollzugsanstalt wurde 1935 mit einer Kapazität für rund 800 Gefangene errichtet. Nach dem Völkermord an den Tutsi 1994 wurde sie auf eine Kapazität von über 2200 Personen erweitert.

## Verkehr
Im Sektor kreuzen sich die Nationalstraßen 2 und 17. An diesen liegt im Norden des Sektors der Flughafen Ruhengeri. Östlich des Flughafens verläuft noch ein kurzes Stück die Nationalstraße 18 von der Nationalstraße 17 abgehend nach Norden aus dem Sektor hinaus.